# Greg Kot
Greg Kot (ur. 3 marca 1957) – amerykański dziennikarz muzyczny. W latach 1990–2020 krytyk muzyczny w Chicago Tribune. Autor kilku książek o tematyce muzycznej.

## Życiorys i działalność

### Początki
Greg Kot pochodzi z Syracuse w stanie Nowy Jork. Gdy miał około 12 lat zainteresował się pisaniem – jako dziecko czytał gazety, głównie dział sportowy, wyobrażając sobie, że pisze o swoich ulubionych drużynach w codziennej gazecie. Stopniowo poszerzał swoje zainteresowania i zestaw lektur, wśród których znalazły się dzieła takich autorów jak: Tom Wolfe, Norman Mailer, Hunter S. Thompson i Mike Royko. W latach 1976–1982 czytał recenzje muzyczne w ówczesnych magazynach: Rolling Stone, Musician i Village Voice zapoznając się z twórczością takich autorów jak: Greil Marcus, Janet Maslin, Tom Carson, Dave Marsh czy Lester Bangs, którzy ukształtowali jego myślenie i pod wpływem których zaczął kupować recenzowane plyty. Postanowił wówczas pisać o muzyce.

### Działalność zawodowa
Podczas studiów na Marquette University zajmował różne stanowiska redaktorskie w gazecie studenckiej, a potem relacjonował kilka koncertów w Milwaukee dla kontrkulturowego tygodnika Milwaukee Bugle-American. Po ukończeniu studiów pracował dla Quad City Times w Davenport w stanie Iowa, a w 1980 roku został redaktorem w dzienniku Chicago Tribune. Dziesięć lat później awansował tam na stanowisko krytyka muzycznego szybko zyskując reputację wiarygodnego autora w dziedzinie muzyki popularnej.
Od 1993 roku wspólnie z krytykiem muzycznym Jimem DeRogatisem prowadził ogólnokrajowy talk show Sound Opinions, produkowany przez Chicago Public Media.
W 2020 roku odszedł z Chicago Tribune. W ciągu 30 lat pracy w charakterze krytyka muzycznego był uczestnikiem przeszło 2 tysięcy koncertów. Jak stwierdził w tekście pożegnalnym z czytelnikami musiał w tym czasie radzić sobie również z machinacjami przemysłu muzycznego, co było pod wieloma względami sprzeczne z zadaniem krytyka i jakie takie – minusem w jego działalności.
Po odejściu z Chicago Tribune został redaktorem serwisu streamingowego The Coda Collection.

### Dorobek pisarski

#### Artykuły
Pisał artykuły między innymi dla: Encyclopaedia Britannica, Rolling Stone, Entertainment Weekly, Details, Men’s Journal, Guitar World, Vibe i działu kulturalnego BBC.

#### Książki
Jako autor:
- Wilco: Learning How to Die (2004, Broadway Books, ISBN 0-7679-1558-5)[8]
- Ripped: How the Wired Generation Revolutionized Music (2009)[8]
- I'll Take You There: Mavis Staples, the Staple Singers, and the March Up Freedom's Highway (2014, Scribner)[8]

Jako współautor:
- Survival Guide to Coaching Youth Basketball (2008, ISBN 0-7360-7383-3) – dwa bestsellerowe wydania[9][8]
- The Beatles vs. The Rolling Stones: Sound Opinions on the Great Rock 'n' Roll Rivalry (2010, Voyageur Press) – z Jimem DeRogatisem)[8]

#### Jako współpracownik
Napisał szereg artykułów/esejów/rozdziałów do:
- The Trouser Press Guide to 90's Rock (Ira A. Robbins, 1997)[8]
- Harrison (redaktorzy Rolling Stone, 2002)[8]
- Cash (redaktorzy Rolling Stone, 2004)[8]
- The New Rolling Stone Album Guide (2004, 4. wydanie)[8]

## Inspiracje
Spośród recenzentów, którzy wywarli na niego największy wpływ wymienił: Roberta Christgaua i jego Consumer Guide, Irę Robbinsa z magazynu Trouser Press, Jacka Rabida z The Big Takeover oraz swoją poprzedniczkę na stanowisku krytyka muzycznego w Chicago Tribune, Lynn Van Matre.

## Wykształcenie
Jest absolwentem Marquette University.

## Nagrody
W 2013 roku otrzymał nagrodę Journalism By-Line Award przyznaną mu przez Marquette University.
W 2021 roku otrzymał nagrodę 2020 Lifetime Achievement Award przyznaną mu przez Chicago Headline Club.

## Życie prywatne
Żonaty z Deb, z którą ma dwie córki. W czasie wolnym od obowiązków zawodowych jest trenerem oraz menadżerem swojego 20-letniego programu koszykówki dla młodzieży w Chicago.